# Пограничные сторожевые корабли типа «Рубин»
«Рубин» — серия пограничных сторожевых кораблей (ПСКР) морских частей пограничных войск (морчасти погранвойск или МЧ ПВ) СССР. Фактически представляли собой тральщики проекта 53 типа «Фугас» без трального вооружения.

## Характеристики
Водоизмещение: 426 т стандартное, 580 т (полное)
Скорость: 17,2 узлов полная; 12,6 узлов экономическая
Артиллерия: 1×1 102-мм образца 1910 года
Зенитное вооружение: 2 45-мм полуавтоматических 21-К; 1 37-мм 70-К; 2 12,7-мм зенитных пулемёта ДШК; с 1943 года вместо 2 45-мм 21-К 2 37-мм 70-К
Противолодочное вооружение: 2 бомбосбрасывателя, 20 ГБ ББ-1, 20 ГБ БМ-1 («Бриллиант» и «Сапфир» — 2 штоковых бомбомета с 13 августа 1941 года)
Всё по

## Представители проекта
| Наименование                                       | Судоверфь              | Закладка   | Спуск на воду | Вступление в строй | Исход                            |
| -------------------------------------------------- | ---------------------- | ---------- | ------------- | ------------------ | -------------------------------- |
| СКР-27 «Жемчуг» (до 5.01.1941 г. ПСК-301)          | Завод № 190, Ленинград | 10.1934    | 11.1935       | 12.1937            | 11.08.1941 пропал без вести.     |
| СКР-28 «Рубин» (до 5.01.1941 г. ПСК-302)           | Завод № 190, Ленинград | 3.11.1934  | 18.08.1935    | 18.12.1936         | Списан.                          |
| СКР-29 «Бриллиант» (до 5 января 1941 года ПСК-303) | Завод № 190, Ленинград | 19.10.1934 | 5.11.1935     | 18.12.1936         | 23.09.1944 потоплен немецкой ПЛ. |
| СКР-30 «Сапфир» (до 5.01.1941 г. ПСК-304)          | Завод № 190, Ленинград | 26.12.1934 | 20.12.1935    | 12.12.1936         | Списан.                          |

## История строительства и службы
10.СКР-27 «Жемчуг» (до 5.01.1941 г. ПСК-301)
Заводской № С-483. Заложен в октябре 1934 г. на заводе № 190 в Ленинграде, спущен в ноябре 1935 г., вступил в строй в декабре 1937 г. и в качестве ПСКР вошел в состав 1-го СОПС МПО НКВД Мурманского ПО 23.06.1941 г. организация вошла в состав СФ. 10.07.1941 по неподтверждённым данным в районе полуострова Средний потопил германскую подводную лодку, 11.08.1941 г. на линии м Святой Нос — м. Канин Нос исчез без следа; предположительно, потоплен германской ПЛ.
СКР-28 «Рубин» (до 5.01.1941 г. ПСК-302)
Заводской № С-484. Заложен 3.11.1934 г. на заводе № 190 в Ленинграде, спущен 18.08.1935 г. Вступил в строй 18.12.1936 г. и в качестве ПСКР вошел в состав 1-го СОПС МПО НКВД Мурманского ПО. 23.06.1941 года СОПС вошёл в состав СФ.

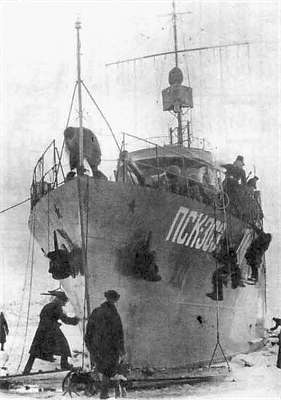
ПСК-303 до 1941

СКР-29 «Бриллиант» (до 5 января 1941 года ПСК-303)
Заводской № С-485. Заложен 19 октября 1934 года на заводе № 190 в Ленинграде, спущен 5 ноября 1935 года. Вступил в строй 18 декабря 1936 года и как пограничный сторожевой корабль ПСКР вошел в 1-й северный отряд пограничных судов СОПС морской пограничной охраны НКВД Мурманского пограничного отряда. 23 июня 1941 года с СОПС вошёл в СФ. 12 мая 1942 года три Ю-88 бомбардировали базу в Иоканке, бомбы взорвались вблизи борта СКР, и в нем образовалось несколько пробоин, загорелись надстройки, но пожар вскоре был потушен. Во время буксировки СКР к берегу на нем взорвались глубинные бомбы, и корабль затонул. Погибло 13, ранено 46 человек. СКР поднят 12 сентября 1942 года и поставлен на обсушку, снова вступил в строй в 1944 году. 23 сентября 1944 года находился в охранении конвоя «ВД-1», который шел на остров Диксон. Затонул в Карском море (широта 76° 10'; долгота 87°45') от попадания торпеды, пущенной с немецкой подводной лодки.
СКР-30 «Сапфир» (до 5.01.1941 г. ПСК-304)
Заводской № С-486. Заложен 26.12.1934 г. на заводе № 190 в Ленинграде, спущен 20.12.1935 г. Вступил в строй 12.12.1936 г. и в качестве ПСКР вошел в состав 1-го СОПС МПО НКВД Мурманского ПО. 23.06.1941 г. организация вошла в состав СФ.